# Wilhelm Hans Christoph von Niesemeuschel
Wilhelm Han(n)s Christoph von Niesemeuschel (getauft 7. Juli 1730 in Crossen an der Oder; † 20. Dezember 1812 in Meißen) war ein königlich-sächsischer Generalleutnant der Infanterie.

## Leben und Werk
Er stammte aus der schlesischen Adelsfamilie von Niesemeuschel, war der Sohn des kurfürstlich-sächsischen und königlich-polnischen Generalmajors Christoph Gottfried von Niesemeuschel († 1758). Wie sein Vater schlug er eine Militärlaufbahn im Dienste der Wettinern ein. Kurfürst Friedrich August von Sachsen ernannte ihn am 25. August 1795 zum Chef des nach ihm benannten Infanterieregiments zu Fuß und am 22. April 1802 zum Generalleutnant der Infanterie. Am 20. Februar 1810 gab er den Posten als Regimentschef ab und setzte sich im Alter von 80 Jahren in Meißen zur Ruhe. Bei ihm übernachtete der preußische König Friedrich Wilhelm III. vom 29. zum 30. Mai 1811. Im folgenden Jahr starb Niesemeuschel.
Seine Tochter Wilhelmine Sophie Henriette (* 6. Februar 1754) heiratete Hans Wilhelm Sylvius von Burghaus (* 24. Mai 1752).